# Betsy Hassett
Betsy Doon Hassett (sinh ngày 4 tháng 8 năm 1990) là một cầu thủ bóng đá người New Zealand thi đấu ở vị trí tiền vệ cho câu lạc bộ Wellington Phoenix và đội tuyển nữ quốc gia New Zealand.